# Lijst van hoogste houten gebouwen
Dit is een lijst van de hoogste houten gebouwen ter wereld. Constructies zonder verdiepingen, zoals zendmasten en uitkijktorens, worden niet als gebouw meegerekend.
Er wordt geschat  dat een houten wolkenkrabber een kwart van het gewicht heeft van een gelijkwaardige wolkenkrabber van gewapend beton. Daarnaast wordt de ecologische voetafdruk met zo'n 60 tot 75% verminderd. Houten wolkenkrabbers worden ontworpen met kruislaaghout, ook wel Cross Laminated Timber of afgekort CLT genoemd.
| Wolkenkrabber                  | Hoogte (m) | Verdiepingen | Stad                                         | Datum         | Status                                            |
| ------------------------------ | ---------- | ------------ | -------------------------------------------- | ------------- | ------------------------------------------------- |
| W350 Project                   | 350        | 70           | Tokio, Japan                                 | 2041          | gepland                                           |
| Oakwood Tower                  | 304.8      | 80           | Barbican Estate, Londen, Verenigd Koninkrijk |               | gepland                                           |
| River Beech Tower              | 228        | 80           | Chicago, Illinois                            |               | voorgesteld                                       |
| The Dutch Mountains I          | 133        |              | Eindhoven, Nederland                         | 2030          | gepland                                           |
| Timber Towers                  |            | 40, 60       | Philadelphia, Pennsylvania, Verenigde Staten |               | gepland                                           |
| Sidewalks Lab                  |            | 50           | Toronto, Canada                              |               | gepland                                           |
| Trätoppen                      | 133        | 40           | Stockholm, Zweden                            |               | voorgesteld                                       |
| Sanctuary of Truth             | 105        |              | Pattaya, Thailand                            | 1981-         | anno 2024 nog niet voltooid, maar wel te bezoeken |
| The Dutch Mountains II         | 96         |              | Eindhoven, Nederland                         | 2030          | gepland                                           |
| The Spar                       | 91,44      | 48           | Portland, Oregon                             |               | voorgesteld                                       |
| Mjøsa Tower (Mjøstårnet)       | 85,4       |              | Hedmark Brumunddal, Noorwegen                | maart 2019    | voltooid                                          |
| HoHo Wien                      | 84         | 24           | Wenen, Oostenrijk                            |               | in aanbouw                                        |
| Baobab                         |            | 35           | Parijs, Frankrijk                            |               | voorgesteld                                       |
| CF Møller Wooden               |            | 34 x 4       | Stockholm, Zweden                            |               | voorgesteld                                       |
| Abebe Court Tower              |            | 26           | Lagos, Nigeria                               |               | voorgesteld                                       |
| Urban Lung                     |            | 25           | Cardiff, Wales, Verenigd Koninkrijk          |               | voorgesteld                                       |
| Kulturhus                      | 76         | 19           | Skellefteå, Zweden                           | 2019          | gepland                                           |
| Săpânţa-Peri Church            | 75         | 2            | Săpânța, Roemenië                            | 2013          | voltooid                                          |
| U of T Academic Tower          | 74.5       | 14           | Toronto, Canada                              | 2019          | in aanbouw                                        |
| HAUT                           | 73         | 21           | Amsterdam, Nederland                         | 2020          | voltooid                                          |
| Ascent                         | 72,5       | 21           | Wisconsin, Verenigde Staten                  | 2019          | gepland                                           |
| De Monarch IV                  | 72         | –            | Den Haag                                     | 2028          | gepland                                           |
| Michael Green                  |            | 20           | Vancouver, Canada                            |               | voorgesteld                                       |
| Tham & Videgård                |            | 20           | Frihamnen,Stockholm, Zweden                  |               | voorgesteld                                       |
| Terrace House                  | 71         | 19           | Vancouver, Canada                            |               | in aanbouw                                        |
| Tree Tower                     | 62         | 18           | Toronto, Canada                              |               | voorgesteld                                       |
| Christus Hemelvaartskathedraal | 56         |              | Almaty, Kazachstan                           | 1907          | voltooid                                          |
| Tour Hypérion                  | 55         | 17           | Bordeaux, Frankrijk                          | 2021          | voltooid                                          |
| Brock Commons                  | 53         | 18           | Vancouver, Canada                            | 2017          | voltooid                                          |
| APA Building                   | 53         | 12           | Melbourne                                    | 1889-1980     | gesloopt                                          |
| Treet                          | 52,8       | 14           | Bergen, Noorwegen                            | december 2015 | voltooid                                          |
| 5 King Tower                   | 52         |              | Brisbane, Australië                          |               | voorgesteld                                       |
| Vertical Village               | 50         | 17           | Île-de-France, Frankrijk                     |               | in aanbouw                                        |
| Wood'Up                        | 50         | 18           | Parijs, Frankrijk                            | 2021          | gepland                                           |
| Light House                    |            | 14           | Joensuu, Finland                             |               |                                                   |
| The Arbour                     | 52,5       | 12           | Toronto, Canada                              | 2024          | gepland                                           |
| Sint-Joriskathedraal           | 43,5       |              | Georgetown, Guyana                           | 1892          | voltooid                                          |
| Framework                      | 24+        | 12           | Portland, Oregon                             |               | gepland                                           |
| Horizons bois                  |            | 12           | Rennes, Frankrijk                            |               | voorgesteld                                       |
| Sensation                      | 38         | 8, 11        | Strasbourg, Frankrijk                        | 2019          | in aanbouw                                        |
| Riverfront Square              |            | 6,8,11       | Newark, New Jersey, Verenigde Staten         |               |                                                   |
| SKAIO                          | 34         | 10           | Heilbronn, Baden-Württemberg, Duitsland      | 2019          | in aanbouw                                        |
| Forté                          | 32         | 10           | Melbourne, Australië                         | 2012          | voltooid                                          |
| Murray Grove                   |            | 9            | Hackney, Londen, Verenigd Koninkrijk         | 2009          | voltooid                                          |
| PuuCity (WoodCity)             |            | 8            | Helsinki, Finland                            |               | in aanbouw                                        |
| Perspective                    | 30         | 6            | Bordeaux, Frankrijk                          | 2018          | voltooid                                          |
| WIDC                           | 29.5       | 8            | Prince George, Brits-Columbia, Canada        | 2014          | voltooid                                          |
| Performance factory            | 28,6       | 9            | Enschede, Nederland                          | 2024          | voltooid                                          |
| Puukuokka                      |            | 8            | Repino, Rusland                              | 2015          | voltooid                                          |
| Strandparken                   |            | 8            | Sundbyberg, Stockholm, Zweden                | juli 2014     | voltooid                                          |
| Carbon12                       | 26         | 8            | Portland, Oregon                             |               | voltooid                                          |
| Dutch Mountain                 |            | 7            | Veldhoven, Nederland                         |               | afgelast                                          |
| T3                             |            | 7            | Minneapolis, Minnesota Verenigde Staten      | 2016          | voltooid                                          |
| Curtain Place                  |            | 6            | Londen, Engeland, Verenigd Koninkrijk        | 2015          | voltooid                                          |
| FCBA                           |            | 6            | Champs-sur-Marne, Île-de-France, Frankrijk   |               | voltooid                                          |
| 80 Atlantic                    | 28         | 5            | Toronto, Canada                              | 2019          | in aanbouw                                        |

## Overige bouwwerken
De hoogste bestaande houten constructie (gebouwd in 1935) is de Radiotoren van Gleiwitz van 118 meter in Gliwice, Polen. De houten radiotoren bij Mühlacker in Duitsland was 190 meter hoog, maar werd in 1945 gesloopt.

## Lijsten
- Lijsten van hoge gebouwen